# 霍羅比伊夫卡 (法斯蒂夫區)
50°17′32″N 29°53′24″E / 50.29222°N 29.89000°E
霍羅比伊夫卡（烏克蘭語：Горобіївка）是位於烏克蘭北部的村莊，由基辅州法斯蒂夫區的贝希夫市镇負責管轄。該村始建於1612年，面積0.94平方公里，海拔高度164米，2001年人口248。